# Marine Biodiversity

Marine Biodiversity est une revue scientifique à comité de lecture. Elle traite de tous les aspects de recherche sur la biodiversité des écosystèmes marins. Les articles de Marine Biodiversity vont de la génétique à l'étude des écosystèmes en passant par le parasitisme, l'éthologie, la biogéographie, etc. Cette revue est l'une des revues de Senckenberg, groupe allemand de recherche en biologie et en géologie regroupant six instituts de recherche et trois muséums.